# Маттео П'яно
Маттео П'яно (італ. Matteo Piano, нар. 24 жовтня 1990) — італійський волейболіст, срібний призер Олімпійських ігор 2016 року.

## Виступи на Олімпіадах
| Олімпіада           | Дисципліна | Місце |
| ------------------- | ---------- | ----- |
| Ріо-де-Жанейро 2016 | волейбол   | 2     |

## Зовнішні посилання
- Маттео П'яно — олімпійська статистика на сайті Sports-Reference.com (англ.) (архівна версія)

1. 1 2  Olympedia — 2006.
2. 1 2 3 4 5  Леґа Паллаволо Серія А — 1987.